# 姉崎東 (市原市)
姉崎東（あねさきひがし）は、千葉県市原市の姉崎地区にある町丁。現行行政地名は姉崎東一丁目から姉崎東三丁目。郵便番号は299-0110。

## 概要
市原市西部の姉崎地区に位置する。姉崎東三丁目のみ住居表示が施行されている。姉ケ崎駅周辺の商業地域と位置付けられているため、人口が少なくなっている。しかし、商業地域としての有効的な土地利用が図られていないのが現状である。なお、市原市立姉崎東中学校の所在は姉崎東ではなく、姉崎である。

## 地理

### 姉崎駅前土地区画整理事業
課題であった駅前周辺の交通量の増大や、駅周辺一帯の市街地が旧態依然のままであること等の解決策として、姉崎駅東口交通広場の新設や、公共施設の整備改善、健全な市街地形成と宅地の利用増進を図るため土地区画整理事業として事業化された。なお、権利者との移転協議成立が難航している建物について、直接施行を行なった。これは市原市施行の土地区画整理事業では初事案である。
| 施行面積 | 施行面積 | 17.0ha                                          |
| 施行認可 | 施行認可 | 1972年（昭和47年）9月6日                        |
| 総事業費 | 総事業費 | 11,905,000,000円                                |
| 施行年度 | 施行年度 | 1972年度（昭和47年度） - 2021年度（平成33年度） |
| 換地処分 | 換地処分 | 2017年5月24日                                   |
| 減歩率   | 平均     | 22.1%                                           |
| 減歩率   | 公共     | 22.1%                                           |
| 減歩率   | 保留地   | 0%                                              |
| 用途地域 | 用途地域 | 商業地域                                        |
| 用途地域 | 用途地域 | 第一種住居地域                                  |
| 計画人口 | 計画人口 | 1,700人                                         |
| 進捗状況 | 進捗状況 | 100%                                            |

### 地価
令和4年時点の公示地価は以下の通りである。
- 千葉県市原市姉崎東3丁目3番地12 -  84,000円/m2（都道府県調査）
- 千葉県市原市姉崎東2丁目11番地3 - 69,900円/m2（国土交通省調査）

### 隣接町丁字
北は姉崎西、東は姉崎、南と西は椎津と接している。

## 歴史

### 地名の由来
姉崎の中心部である姉ケ崎駅の東口側であったことから。

### 概説
近年の土地区画整理事業によって誕生した新設町丁である。

### 年表
- 1963年（昭和38年）5月1日 - 市原市が発足[11]。
- 2017年（平成29年）5月27日 - 区画整理の完了により姉崎東が誕生[7]。

## 世帯数と人口
2023年（令和5年）4月1日現在の世帯数と人口は以下の通りである
| 町丁字       | 世帯数  | 人口総数 | 人口 | 人口   | 人口     | 人口     | 人口  | 人口   | 世帯人員 |
| 町丁字       | 世帯数  | 人口総数 | 若年 | 若年   | 生産年齢 | 生産年齢 | 高齢  | 高齢   | 世帯人員 |
| ------------ | ------- | -------- | ---- | ------ | -------- | -------- | ----- | ------ | -------- |
| 姉崎東一丁目 | 53世帯  | 108人    | 7人  | 6.48%  | 55人     | 50.93%   | 46人  | 42.56% | 2.04人   |
| 姉崎東二丁目 | 137世帯 | 274人    | 26人 | 9.49%  | 164人    | 59.85%   | 84人  | 30.66% | 2.00人   |
| 姉崎東三丁目 | 88世帯  | 168人    | 20人 | 11.90% | 118人    | 70.24%   | 30人  | 17.86% | 1.82人   |
| 合計         | 278世帯 | 550人    | 53人 | 9.64%  | 337人    | 61.27%   | 160人 | 29.09% | 1.97人   |

## 通学区域
市立小学校・市立中学校と県立高等学校の通学区域は以下の通りである。
| 町丁字       | 範囲 | 小学校             | 中学校             | 高等高校 |
| ------------ | ---- | ------------------ | ------------------ | -------- |
| 姉崎東一丁目 | 全域 | 市原市立姉崎小学校 | 市原市立姉崎中学校 | 第9学区  |
| 姉崎東二丁目 | 全域 | 市原市立姉崎小学校 | 市原市立姉崎中学校 | 第9学区  |
| 姉崎東三丁目 | 全域 | 市原市立姉崎小学校 | 市原市立姉崎中学校 | 第9学区  |

## 施設
- 姉ケ崎駅
- 姉崎交番
- 姉崎駅自転車駐輪場
- 妙経寺
- 京葉銀行姉崎支店
- 千葉銀行姉崎支店

## 交通

### 鉄道
最寄りはJR東日本姉ケ崎駅である。

### 道路
- 千葉県道287号袖ケ浦姉ケ崎停車場線